# Dame Kasa
Dame Kasa (笠女郎, Kasa no Iratsume) est une poétesse japonaise de waka du début du VIIIe siècle.
On sait peu de choses d'elle si ce n'est ce qui reste de ses vingt-neuf poèmes recueillis dans le Man'yōshū. Ce sont tous des poèmes d'amour adressés à son amant, Ōtomo no Yakamochi qui a compilé l'anthologie Man'yōshū (dont on sait qu'il a eu au moins quatorze autres maîtresses, et qu'il a rompu avec elle). Ses poèmes d'amour la rendent cependant célèbre et inspire une génération ultérieure de poétesses comme Izumi Shikibu ou Ono no Komachi.

## Poésie
| Rōmaji                                                                  | Français |
| wa ga yado no yujagekusa no shiratsuyu no kenugani moto na omoyuru kamo | Dans la solitude de mon cœur Je me sens mourir Comme la pale goutte de rosée Sur l'herbe de mon jardin Dans les nuances réunies du crépuscule. |
|                                                                         | |

## Sources
- pg 141 de Woman poets of Japan, 1977, Kenneth Rexroth, Ikuko Atsumi,  (ISBN 0-8112-0820-6); précédemment publié sous le titre The Burning Heart, The Seabury Press.
- pg 151-152, 175-176 de Seeds in the Heart